# Кыдзьшор
Кыдзьшор (устар. Кыдзя-Шор) — река в России, протекает по Сысольскому району Республики Коми, правый приток реки Джуджыс.
Длина реки составляет 12 км. Течёт по лесистой, болотистой местности на северо-восток и север; крупных притоков не имеет. Пересекает автодорогу Койгородок — Визинга. Впадает в Джуджыс в 0,3 км от его устья, в 1,5 км от села Гагшор.

## Данные водного реестра
По данным государственного водного реестра России относится к Двинско-Печорскому бассейновому округу, водохозяйственный участок реки — Вычегда от истока до города Сыктывкар, речной подбассейн реки — Вычегда. Речной бассейн реки — Северная Двина.
Код объекта в государственном водном реестре — 03020200112103000019348.